# Ezequiel
|  | Per a altres significats, vegeu «Ezequiel (escriptor grec)». |

Segons la Bíblia Ezequiel (hebreu: יְחֶזְקֵאל‎, [jəħɛzəˈqeːl], en hebreu modern [jəħezˈqel], ‘Déu enfortirà’; àrab: حزقيال, Ḥizqiyāl; grec antic: ᾿Ιεζεκιήλ; llatí: Ezechiel) va ser un sacerdot i profeta jueu exiliat a Babilònia. Les seves profecies avisen de la destrucció imminent de Jerusalem, també feu oracles sobre la condemnació de les nacions estrangeres, i la restauració d'Israel. Els musulmans el consideren un profeta sota el nom de Dhu-l-Kifl (àrab: ذو الكفل, Ḏū l-Kifl).

## Història
La seva història es coneix només pels seus escrits profètics. Segons aquests fou elegit per Déu per dur a terme la seva labor profètica. A diferència d'altres profetes, Ezequiel va tenir importants revelacions a través de visions profètiques, la primera de les quals quan tenia trenta anys, quan en feia quatre de l'exili a Babilònia (Ezequiel, I, 1). D'aquí es dedueix que Ezequiel degué néixer vers l'any 622 aC, en els principis de la reforma de Josies, i que tenia uns 25 anys quan el 597, Nabucodonosor va anar per segon cop a Jerusalem i prengué la ciutat emportant-se captius al rei Joiaquim o Jeconies, a la seva mare, als prínceps i senyors, als eunucs i servidors de palau i, en fi, a la flor de la noblesa i de l'exèrcit, i no deixà només que els pobres del poble (4, Reg. XXIV, 10-16). Un dels captius fou Ezequiel, jove en aquell temps d'uns 25 anys, que amb els altres va ser portat a Babilònia, a Tell-Abid (que la Vulgata tradueix Acervus novarum frugum), i que devia estar situada prop de Nippur, junt al riu Chobar, anomenat en assiri Naru Kabarse, llarg canal navegable, que passava prop de Nippur, el nom del qual encara es llegeix en alguns contractes relatius a aquella ciutat babilònica.
Se sap a més, d'Ezequiel que era fill de Buzi, sacerdot, i sacerdot ell mateix (Ez, I, 1-3). Que va estar casat i la pèrdua de la seva esposa fou per a ell i per al poble on vivia un símbol o senyal de la destrucció de la ciutat i del Temple (Ez, XXIV, 16-18). Això és el que de la vida d'Ezequiel ens diu el text sagrat; altres autors per cert no gaire dignes de crèdit com el Pseudo-Epifani Devitis prophet,9 (P.G., 43, 401), conten d'ell alguns miracles.
Quelcom més creïble és la tradició que sembla indicar ja San Atanasi, i expressa el Pseudo-Crisòstom, i que recollida per altres escriptors antics va quedar consignada en el martirologi romà el 10 d'abril, on es diu que el profeta havia retret la seva idolatria a un jutge del poble d'Israel i va ser mort a Babilònia i sepultat en el sepulcre d'Em i Arfaxad, progenitors d'Abraham.
S'ignora l'edat en què va morir; però se sap que el seu últim vaticini contra Egipte és de l'any 570 i després d'aquest any és de suposar que encara va tenir temps de recollir les seves profecies i d'acabar el seu llibre.
Ezequiel exercí el seu ministeri profètic en mig dels israelites captius a Babilònia, junt al riu Chobar, on emetia les profecies, bé oralment, o també mitjançant accions simbòliques, o per mitjà de l'escriptura.
Més tard reuní totes les seves prediccions formant un llibre, que fou anomenat llibre d'Ezequiel o profecia d'Ezequiel i que conté dues classes de profecies, unes d'amenaces, altres de promeses messiàniques.

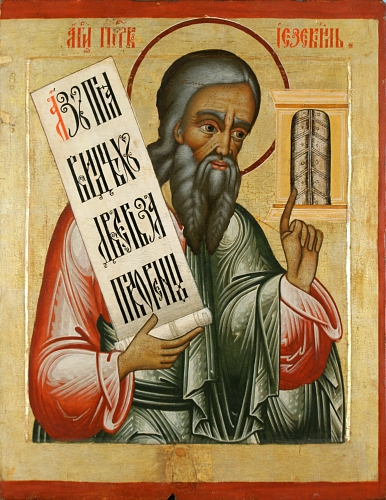
Icona russa del s. XVIII
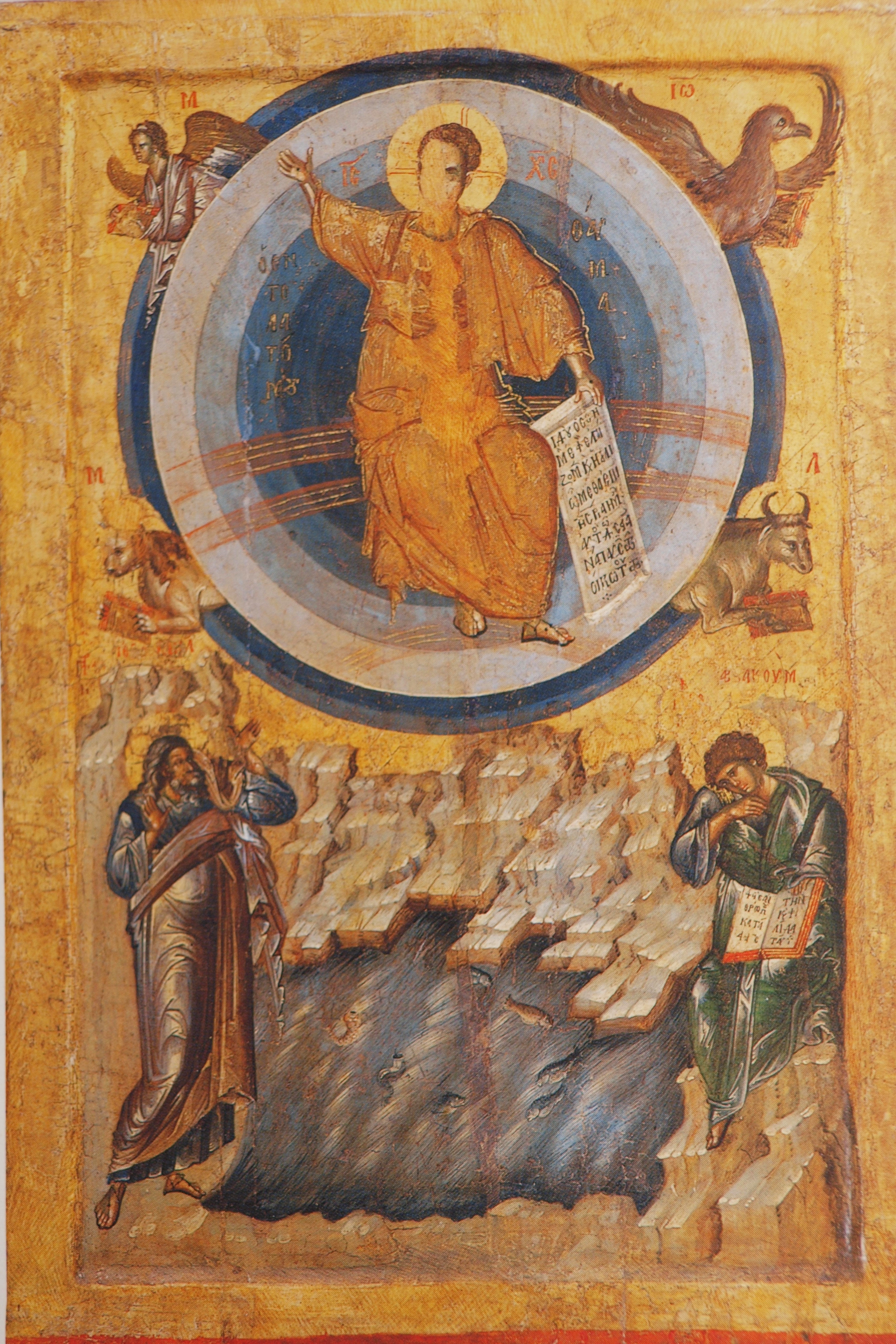
Visió d'Ezequiel, de Déu i el Tetramorf; icona grega del s. XIV
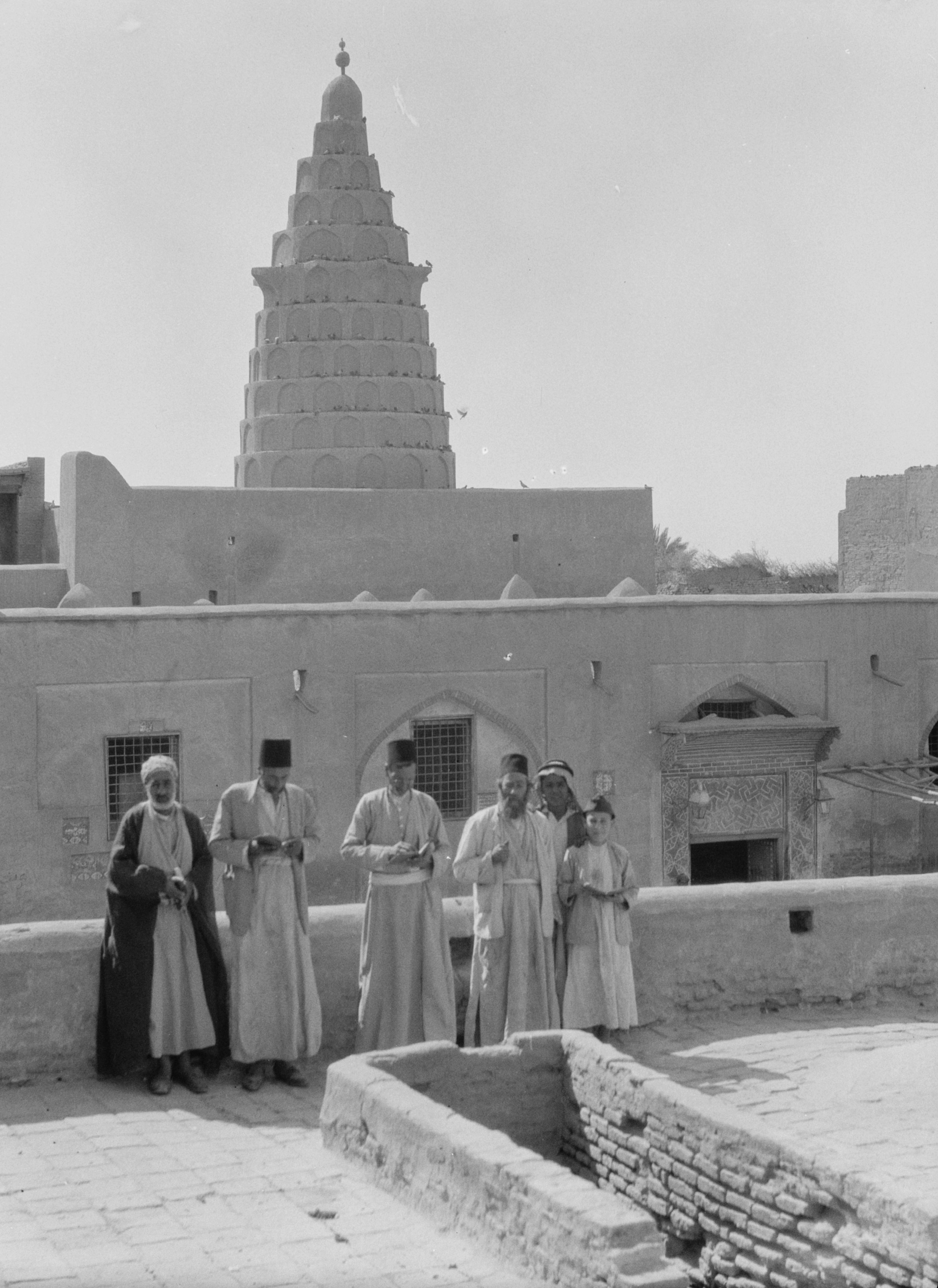
Jueus a la tomba d'Ezequiel d'al-Kifel (Iraq), foto de 1923
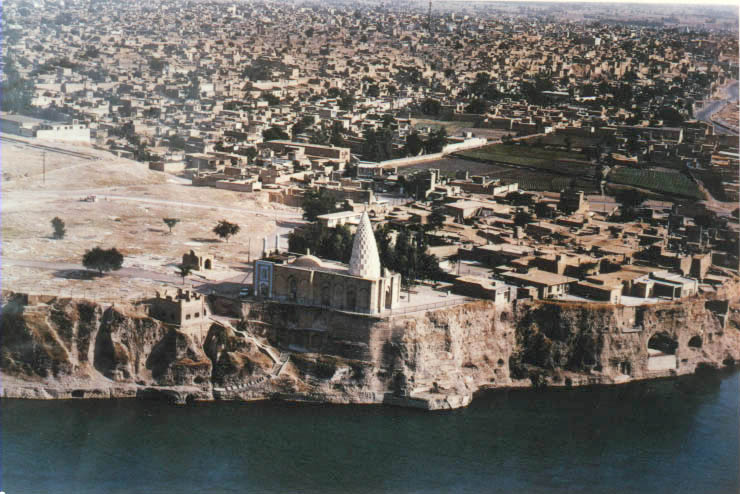
Dezful, lloc de la tomba iraniana d'Ezequiel

## Llibre d'Ezequiel
Per l'estudi del llibre se sol dividir aquest en dues parts, la primera fins al capítol XL i la dita segona part d'Ezequiel des del capítol XL fins al final. Altres el divideixen en quatre seccions, a més de la introducció, i en aquesta divisió el llibre es reparteix com segueix:
- Introducció. Visió inaugural. El carro de la glòria de Déu. Vocació i missió del profeta (Ez., I, 1 III, 27).
- Primera secció. Profecies d'amenaça contra Jerusalem i el poble d'Israel (fins al XXIV).
- Tercera secció. Profecies messiàniques (fins al XXXIX).
- Quarta secció. Profecies del nou temple (fins al final).

L'estil del profeta és obscur, segons ja ho advertí Sant Jeroni, qui el compara amb les catacumbes negres; però la foscor prové principalment del freqüent ús que es fa de figures i de símbols. El llenguatge no és l'hebraic pur i castís del temps d'Isaïes, sinó de l'època posterior, el del temps de la captivitat babilònica mesclada amb arameu. El text en el seu estat actual és força incorrecte i presenta moltes variants.